# Butterfly (film, 1981)
Pour les articles homonymes, voir Butterfly.
Butterfly est un film américain réalisé par Matt Cimber et sorti en 1981. Il est basé sur une nouvelle de James M. Cain.

## Synopsis
Le juge Rauch conduit un long procès contre Jess Tyler, un gardien abandonné par sa femme dix ans auparavant, et qui est accusé de relations inappropriées avec sa fille Kady.

## Fiche technique
- Titre : Butterfly
- Réalisation : Matt Cimber
- Scénario : Matt Cimber, d'après un roman de James M. Cain
- Photographie : Eddy van der Enden (nl)
- Montage : Thierry J. Couturier, Brent A. Schoenfeld, Stan Siegel
- Musique : Ennio Morricone
- Pays de production :  États-Unis
- Format : couleur — 35 mm — 1,85:1 — son monophonique
- Genre : drame
- Durée : 108 minutes
- Dates de sortie :
  - Canada : 23 août 1981 (Festival des films du monde de Montréal)
  - États-Unis : 5 février 1982
  - France : 11 août 1982

## Distribution
- Stacy Keach : Jess Tyler
- Pia Zadora : Kady Tyler
- Orson Welles : Juge Rauch
- Lois Nettleton : Belle Morgan
- Edward Albert : Wash Gillespie
- James Franciscus : Moke Blue
- Stuart Whitman : Reverend Rivers
- June Lockhart : Mrs. Helen Gillespie
- Ed McMahon : Mr. Gillespie
- Paul Hampton : Norton
- George Buck Flower : Ed Lamey
- Peter Jason : Allen

## Récompenses et distinctions
Pia Zadora a remporté le Golden Globe de la révélation féminine de l'année (Newcomer of the Year) en 1982, et Orson Welles a été nommé pour le Golden Globe du meilleur acteur dans un second rôle. Ennio Morricone a été nommé pour la meilleure musique. Cependant, des soupçons ont entaché l'attribution du Golden Globe de Pia Zadora.